# ネリー・ブライ
ネリー・ブライ（Nellie Bly）（1864年5月5日 - 1922年1月27日）は、アメリカ合衆国のジャーナリスト。本名エリザベス・ジェーン・コクラン（Elizabeth Jane Cochran、後にCochraneと改姓）。
最初期の調査ジャーナリストであり、潜入取材の開拓者として『ニューヨーク・ワールド』紙などで記事を執筆した。1889年から1890年にかけて、ジュール・ヴェルヌの『八十日間世界一周』をモデルとする世界一周企画のリポーターとして世界を巡った。

## 生涯

### 幼少期
ペンシルベニア州コクランズ・ミルズで、1864年5月5日にエリザベス・ジェーン・コクランとして生まれた。父は、地名の由来ともなっているマイケル・コクラン。製粉所の経営者で、後には郡の陪席判事となった。母のメアリー・ジェーン・コクランは、マイケルにとって2人目の妻である。2人の間には5人の子が生まれた。ネリー・ブライは長女で、上に2人の兄がいた。ブライは、母親が好んで桃色の服を着せていたことから、近所では「ピンク（Pink）」の愛称で呼ばれるようになった。
一家は父親が成した財産によって裕福に暮らしていた。しかし、ブライが6歳の時、父マイケルが病死したことにより生活は一変した。急な死であったため遺言は無く、当時の慣習に基づいた財産分与の結果、母メアリーには家具と馬と馬車、そして週16ドル程の手当が残された。一家はそれまで住んでいた大邸宅から、2階建て5部屋の家に引っ越した。幼少期のブライは、近所の小学校に通っていた。並外れた秀才というわけではなかったが、本を読むこと、物語を書くことは好きだったという。
1873年1月、マイケルの死からおよそ2年半後に、メアリーは再婚した。しかし、この再婚相手は大酒飲みなうえに家庭内暴力をふるうような人物であったため、メアリーは離婚訴訟を提起した。このときは、当時14歳だったブライも、母の証人となり法廷で暴力について証言した。そして1879年6月に離婚は認められた。
ブライはこれまでの経験から、女性が経済的に自立することの重要性を感じた。そして母親の離婚の翌年、15歳のブライは教師を目指すべく、全寮制の師範学校に入学した。さらにこの頃から、自分の名前に発音しないeをつけ、Cochraneと綴るようになった。離婚した継父との歴史を忘れて再出発する意味がこめられていると推定される。ブライの学費は、父マイケルの遺産を管理していた後見人によって捻出されていた。しかし、最初の学年の1学期が終わるころ、ブライは退学した。退学の理由について、ブライ自身は後年、心臓病のためだと説明している。しかし、この理由については疑いがもたれており、実際は資金不足のためではないかと推測されている。
1880年、一家はピッツバーグへと移り住んだ。工業都市であった当時のピッツバーグで、ブライは様々な仕事で家計を助けた。仕事の内容としては、厨房の手伝いや、子守、家政婦、家庭教師などであったと推測されている。

### ディスパッチ紙記者時代
ブライが暮らしていたころのピッツバーグは新聞産業も盛んで、複数の日刊紙が発行されていた。そのうちの1紙であるピッツバーグ・ディスパッチ紙には、エラスムス・ウィルソンによって書かれた社説に相当するコラム「静かに観察（Quiet Observation）」が掲載されていた。1885年1月の同コラムでは、一部の女性の間で職業に就く動きがあることは嘆かわしい、これによって女性が家庭から離れることは女性の使命を忘れさせて社会組織を破壊することだ、女性の本分は家庭である、と書かれていた。ディスパッチ紙の読者であったブライはこの記事を読んで、記者は何も分かっていないと思った。そこで編集長あてに反論の手紙を書いて投函した。手紙では、女性も男性と同じだけの知性も能力もあること、アメリカでは市民の持つ才能を求めていること、女性もこの世界において進出し正しい地位を獲得すべきであることを主張した。差出人の名前は「Lonely Orphan Girl（内気な孤児の少女）」とした。
ブライの手紙は、編集長であるジョージ・マドゥンの目に留まった。投稿の質は高く、手紙を読んだマドゥンは、この差出人はディスパッチ紙に新機軸をもたらしうる存在であると感じた。そこで同紙に、名前と連絡先を教えてほしいと伝える記事を掲載した。ブライはこれを読んで会社を訪れ、マドゥンと対面した。マドゥンはブライに、離婚についての記事を書くよう依頼し、ブライはそれに応じた。そして書かれた記事の内容はマドゥンを感心させた。マドゥンはこの記事を新聞に掲載するとともに、ブライを正社員として採用することにした。ブライは当時職を探しており、その依頼を引き受けることとなった。給料は週に5ドル。さらに、記事を掲載するにあたって、マドゥンは「ネリー・ブライ」というペンネームを与えた。当時、女性記者は本名で記事を書くことははしたないという風潮があったため、ペンネームをつけることが一般的であったためである。ペンネームの由来はスティーブン・フォスターのヒット曲中のタイトル・キャラクター、ネリー・ブライ（Nelly Bly）である。ただし、ネリーの綴りは曲（Nelly）とペンネーム（Nellie）で異なっている。
ブライは同紙でいくつかの調査記事を執筆した。主に、工場で働く人々を主題とした。ブライが取材した工場では、劣悪な環境の中で女工たちが立ったまま、手に傷を負いながら、長時間働いていた。ブライは従業員に話を聞き、時には実際に作業も体験した。さらにブライは、工場で働く子供の住む貧民街も訪れ、家族が狭い一部屋で暖もなく暮らしている様子や、子供が学校にも行けずに10歳ぐらいで工場に駆り出される状況を確認した。
こうしたブライの体験に基づいて書かれた一連の記事は反響を呼んだ。社会改革運動の指導者、女性参政権論者、組合指導者、教育者、牧師からは励ましの言葉を受けた。しかし、工場主、地主、実業家からは批判された。実業家たちは、以後こうした記事を掲載したら広告を取りやめると編集長のマドゥンに告げ、マドゥンはこの意見に従うことになった。
これ以後ブライの担当は変わり、1886年1月からは、演劇や音楽会、オペラ、美術展などの記事を書くようになった。これらの記事も質は水準以上で、読者に好評だった。給料も週15ドルに上がった。しかし、このような記事を書き続けることはブライにとって退屈だった。数か月後、ブライはメキシコへの半年間の取材旅行に出かけることにした。マドゥンは治安を理由に反対したが、それを押し切り、メキシコへと出発した。この旅行には母も同行した。
メキシコでは、主にメキシコ人の日常生活についての記事を執筆した。そして、アメリカ人が思っているようなステレオタイプなメキシコ像を改めようと、日々取材に赴いた。治安については、「女性は――こんなふうに書くのは残念ですが――アメリカよりこちらにいるほうが安全です」と書いている。
しかしある日ブライは、メキシコ政府によって逮捕される危険性があると警告を受けた。きっかけは1886年3月22日にブライが書いた記事で、そこではメキシコ政府を批判したことによって逮捕された記者を取材した内容が書かれていた。当時のメキシコ憲法33条では、外国人がメキシコの政治に言及することを禁止していたのである。そのためブライは予定を早めて帰国した。帰国後ブライはメキシコの政治的腐敗について批判した。
帰国したブライは、再び劇場や芸術関連の記事を担当した。しかし、このような仕事に嫌気がさし、1887年の春、ニューヨークへ行くとの書き置きを残し、ディスパッチ社に出社しなくなった。

### ワールド紙に入社
当時のニューヨークでは、タイムズ、トリビューン、サン、ワールド（ニューヨーク・ワールド）、テレグラム（ニューヨーク・ワールド・テレグラム）の5大新聞社があった。ニューヨークに着いたブライは、ピッツバーグ時代に得たつてを頼りに各社を回ったが、相手にされなかった。その間はフリーランスの記者としてディスパッチ紙にニューヨークの記事を書いて食いつないでいたが、貯金は減る一方だった。ブライは一計を案じ、ディスパッチ紙のニューヨーク特派員を名乗って、新聞社での女性の活用法について各紙の編集長やデスクに話を聞くことにした。しかし、取材に応じた会社からの返答はいずれも、「女性は役に立たない」というものであった。さらに、全財産の入った財布をすられてしまった。
ブライは最終手段として、ワールド紙の本社に乗り込み、自分を採用するよう直談判することにした。特ダネがあるなどと言って編集局長ジョン・コクリルとの面談を半ば強引に取り付けたブライは、コクリルに会うと、自分の実績や、今後書きたい記事を説明した。今後書きたい記事としては、欧州からアメリカに向かう船の三等船室に乗船して乗客である移民の実態を探る案、精神病棟に病人を装って潜入し病棟の様子を記事にする案などを出した。
ブライに興味を持ったコクリルは、ブライにとりあえず25ドルを渡したうえで帰し、社長であるジョーゼフ・ピューリツァーと協議した。ピューリツァーは、乗船による移民取材は不採用としたが、精神病棟の案は採用し、ブライの取材を認めた。

### 潜入取材の執筆

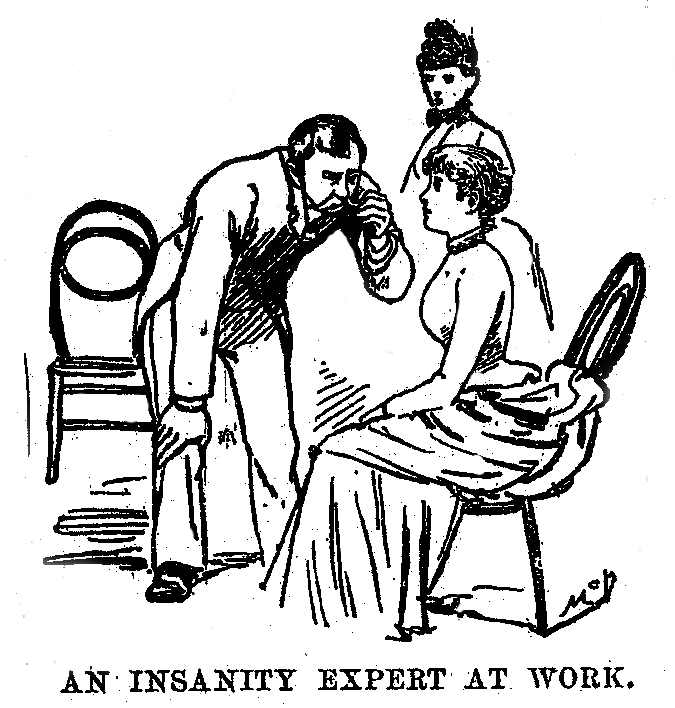
診察を受けるネリー・ブライ
----
ブライ "Ten Days in a Mad-House"（1887）挿絵

ピューリツァーが精神病院の取材を認めた背景には、ブライがワールド社を訪れる少し前に、ワールド社あてに病院職員からの内部告発の手紙が届いていたことがある。ブラックウェル島（現ルーズベルト島）にあるこの病院では、患者への虐待が相次いでいるとの内容であった。病院については各紙ですでに記事にもなっていたが、病院の内部に入ることはできず、医師や看護師も話を拒んでいたため、実態については不透明だった。
ブライは会社の指示で、患者を装って病院に潜入することとなった。指示を受けたブライは「できます」と答えたが、潜入後に救出される確かな見込みはなく、不安を感じた。
「ネリー・ブラウン」という偽名を使い、キューバ人を装ったブライは、まずマンハッタンの女子臨時宿泊所を訪れた。ここは、身寄りのない女性が数日間宿泊できる場所である。当時は貧困と疲労によって精神を病むキューバからの女性移民がおり、その結果、キューバの女性は精神を病みやすいという噂が流れていた。
ブライは宿泊所の休憩室で誰とも話さずに虚空を見つめ、そうかと思うと奇声を発し、ここにいる人間はみんな頭がおかしいといったようなことを叫んだ。この様子を見た他の寄宿者はブライを恐れて宿泊所を出ようとしたため、管理人は警察に対応をゆだねた。ブライはトランクがないなどと言って退去を拒んだが、警察に連れて行かれ、裁判所で精神鑑定を受けた。この場で精神異常を装ったブライは医師による診断を勝ち得て、ブラックウェル島に送られた。
精神病院での生活は、朝は全員で散歩、その後は部屋で一日中座った状態で過ごさせ、他の人と話したり姿勢を変えたりすることは許されなかった。食事は満足に与えられず、看護師による患者への折檻が絶えなかった。週に一度水風呂に入り、そこでは頭から冷水をバケツでかけられた。
ブライはここでは病人を装わず、自分は健常だと主張したが、認めてもらえなかった。院内での生活を経験し、さらに他の患者から、患者に対する暴力行為の話を聞いたブライは、ここで生活すると精神を病むことになると感じた。入院10日後、ワールド社の弁護士による交渉の結果、ブライは病院から出ることができた。
病院を出たブライは、病院の内実を記した連載記事を書き、それは退院からおよそ1週間後の10月9日からワールド紙に大々的に掲載された。ブライの暴露記事は全米に広がり、話題を呼んだ。この記事は後に『精神病院での10日間』（en:Ten Days in a Mad-House）という本にまとめられた。
ブライの記事を受け、ニューヨークの地区検察局は大陪審を招集した。ブライも証言台に立ち、ブラックウェル島への視察にも同行した。精神病院はブライがいた時とは様変わりしており、住環境はきれいになり、食事も改善していた。ワールド紙は10月28日、「ネリー・ブライの記事　市営精神病院を救う」と題した記事を掲載した。市はブラックウェル島の予算を増額し、他市の市営精神病院も追加予算を計上した。
秘密を調査し暴露するという手法は彼女のトレードマークとなった。病院や工場に潜入したり、公園で女性が連れ去られる事件では自らが実験台となった。政治家の収賄を暴いたこともあった。
一方でブライはバレエを習い舞台にも出演し、その様子を体験記として記事にしたりもした。ブライは有名人となり、新聞には「ネリー・ブライ空を飛ぶ」「ネリー・ブライ催眠術師になる」「ネリー・ブライ囚人になる」といった見出しが躍るようになった。ブライあての手紙も多く届けられた。内容はプロポーズ、脅迫のほか、「私たちのことを新聞に書いてください」と助けを求めるものもあった。

### 世界一周旅行

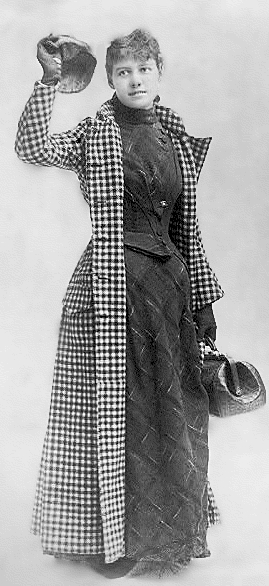
1880年代末

1888年に、ブライはジュール・ヴェルヌの『八十日間世界一周』をモデルとして実際にリポーターを世界一周させるという企画を提案した。しかしこのときワールド紙は、女性の一人旅は危険だとしてブライの提案を認めず、代わりに男性記者を世界一周させる案を進めようとした。これに対してブライは、「男性を出発させたら、私は他の新聞社と契約して同じ日に出発し、その男を負かす」と言った。この時は結局企画自体が流れたが、それから約1年後の1889年、ブライの企画が採用され、ブライがそのリポーターに決定した。ワールド紙が企画を採用した背景には、当時部数が減少傾向にあり、注目されるイベントを起こす必要があったことが挙げられる。
ブライが企画の採用を告げられたのは1889年11月11日の午後で、出発は11月14日であった。3日間でブライは旅行用の服を用意し、支度を調えた。また、ブライはパスポートを持っていなかったため、ワールド社の社員が国務長官ジェームズ・G・ブレインに直接依頼し、出発までに仮パスポートを入手した。
1889年11月14日に、当時25歳の彼女はニューヨークを出発し、24,899マイルの旅に出た。まずはフェリーでニュージャージー州ホーボーケンへと向かい、ホーボーケンでイギリス行きのアウグスタ・ヴィクトリア号に乗った。母を含め15人ほどの見送りの中、船は9時40分に出発した。
この世界一周企画は出発した14日のワールド紙1面で大々的に報告された。同記事では、工程を記した地図とともに、ブライは史上最速となる75日で地球を一周すると書かれていた。この記事を読んだ雑誌コスモポリタンの編集者は刺激を受け、やはり女性記者のエリザベス・ビスランドをブライと同日に世界一周旅行（ブライの東回りに対し、ビスランドは西回り）に派遣した。こうしてブライとビスランドは競争する立場となったが、ブライ自身はこのことについて旅の間もしばらくは知らされなかった。
ブライは11月22日にイギリスのサウサンプトンに着いた。ここでブライは、ジュール・ヴェルヌ夫妻から、自宅への招待の手紙が来ていることを知り、予定を変更して会いに行くことにした。ブライは大急ぎでロンドンに行き、アメリカ公使館の二等書記官の自宅で正式なパスポートを発行してもらい、用事を済ませるとすぐにサウサンプトンに戻って、ヴェルヌ夫妻の住むフランスのアミアンへと向かった。そして22日の夜にヴェルヌ夫妻と対面した。ブライとヴェルヌはフランス、アメリカのこと、ヴェルヌの著書のこと、今回の旅行のことなどについて話し、ブライはヴェルヌの書斎を見せてもらった。ヴェルヌと会ったことはフランスをはじめとして世界中で話題となり、この旅行に一層の注目を集めることになった。
ヴェルヌと別れたブライは、カレーからインド郵便列車でイタリアのブリンディジに行き、11月25日にアウグスタ・ヴィクトリア号でスエズ運河を越え、セイロン島のコロンボに着いた。船の中では知り合いが増え、求婚されたりもした。一方、本国のアメリカでは12月1日からワールド紙でネリー・ブライ・レースが始まった。これは、ブライがニューヨークに着く日を秒単位で当てる企画で、新聞の日曜版についているクーポンに記入することで参加できる。1人何回でも応募できて、一等はファーストクラスでのヨーロッパ周遊旅行。この企画は応募が殺到し、ワールド紙の部数は前の週と比べて30万部増加した。
ブライはコロンボでカレーや人力車を初めて体験し、好感を持った。コロンボでは2日間過ごす予定だったが、次に乗る舟の出発が遅れたため、5日間滞在することとなった。当初の予定よりも遅れることになったブライは、目標である75日以内での世界一周が果たせなくなるのではと不安になり、苛立ちを見せるようになった。
12月13日、ブライはオリエンタル号に乗ってセイロン島を離れ、17日にシンガポールに着いた。シンガポールでは町に出かけて葬式を見物し、帰りに1匹のマカクザルを購入した。これは、この旅における数少ない大きな買い物で、後にマスコミではブライの旅のシンボルの1つとして扱われるようになった。
12月23日、オリエンタル号は香港に着いた。航海は順調で、コロンボでの遅れを取り戻していた。この場所でブライは、もう1人の女性（エリザベス・ビスランド）も世界一周に挑戦していることを初めて聞かされ、しかも、ビスランドはすでにここを出発しておりブライは負けることになるだろうと告げられた。香港では船の都合で5日間滞在し、その間に広州へと出かけたり、ヴィクトリア・ピークに登ったりした。そののちに日本に5日間滞在し、横浜、東京、鎌倉などを観光した。日本の印象はすこぶるよかったようで、帰国後に出版した旅行記の中で、日本のことを「愛と美と詩と清潔の国（the land of love-beauty-poetry-cleanliness）」と評し、見聞きしたことや人々にいかに魅了されたかを綴っている。
日本滞在後は、横浜から出発する蒸気船オセアニック号に乗りサンフランシスコを目指した。航海中は暴風雨に見舞われた。船上では、嵐の原因はブライの持ち込んだサルではないかという説が出たが、航海士の協力もあってサルは手放さずに済んだ。

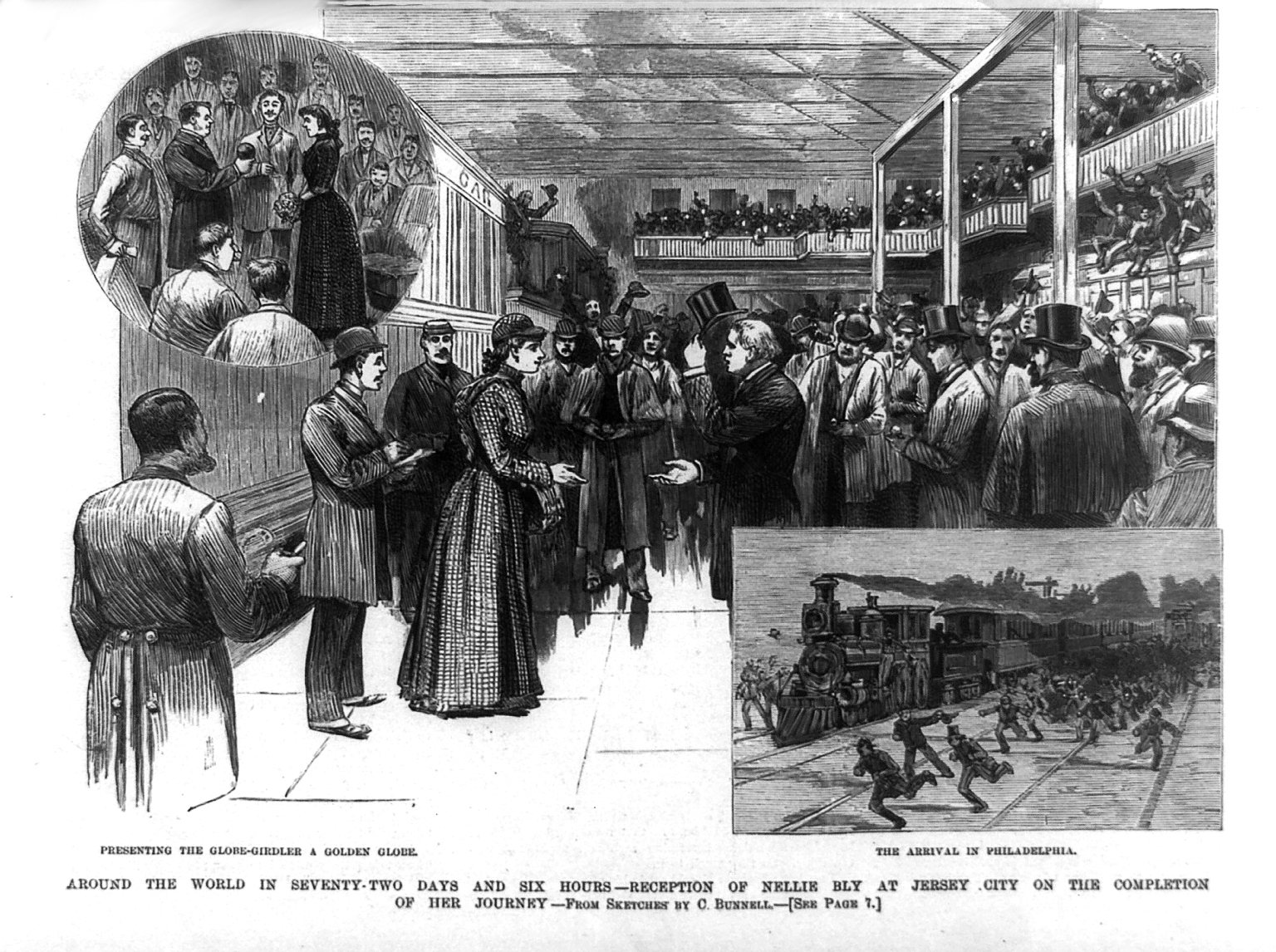
ジャージーシティーで歓迎を受けるネリー・ブライ

船は1890年1月21日にサンフランシスコに着いた。しかしこのとき、アメリカ西部は大吹雪のため、ほとんどの列車が運行できない状態となっていた。ワールド社は仕方なく、サザン・パシフィック鉄道に対し、南部を走る臨時列車を出すよう依頼し、大金を支払うことで認められた。アメリカ本土に着いたブライは大歓迎を受けた。本土横断中も歓迎を受け続け、駅に着くたびに見物客が集まった。人々は歓声を上げ、フォスターの「ネリー・ブライ」が何度も演奏された。ブライは列車から帽子を振って応え、求められるとサインや握手にも応じた。
列車は特別ダイヤのため工事中の橋を通ることもあり、そのときは列車が落ちる危険性もあった。列車はシカゴを経由し、ユニオン駅で乗り換えた。1月25日にフィラデルフィアのブロード・ストリート駅（en:Broad Street Station (Philadelphia)）に着き、ここでワールド紙の編集局長ジュリアス・チェインバーズと、ブライの母メアリー・ジェーン・コクランと再会した。2人はここからブライに同行した。15時51分44秒、ブライはジャージーシティで列車から降り、旅は終わった。降りた瞬間、計時係がストップウォッチを押して正確な時間を測定した。町には祝砲が鳴り響き、ブライの到着は、大歓声の中で迎えられた。
ブライが世界一周に要した時間は72日と6時間11分14秒だった。ビスランドは76日を要したためブライを上回ることはできなかった。ブライの旅行は地球一周の世界記録であったが、数か月後、62日で世界一周を成し遂げたジョージ・フランシス・トレインによってこの記録は破られた。

### 旅行後

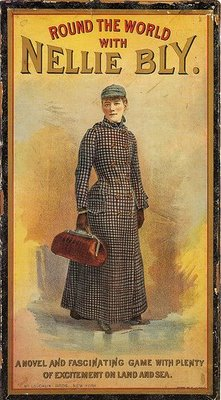
ボードゲーム「ネリー・ブライと世界一周」のカバー

旅行後、ブライは時の人となり、ジュール・ヴェルヌも祝福の言葉を送った。ブライは行く先々で話題の中心となった。ブライの名を冠した競走馬や列車、ミュージカルの曲もあった。ブライの名をつけたグッズも登場し、ネリー・ブライ帽子、ネリー・ブライドレス、ネリー・ブライノート等が販売された。なかでも、ルーレットを回してブライの旅程に沿ってコマを進めるボードゲーム「ネリー・ブライと世界一周」は人気を博した。
ブライはアメリカ中を講演旅行に出かけ、世界一周について書いた本『七十二日間世界一周』も出版された。一方ブライは、ワールド紙は自分の貢献に見合うだけの見返りを与えていないと感じるようになり、ワールド紙との仲が険悪になり、退職した。代わりに週刊誌「ニューヨーク・ファミリー・ペーパー」と契約してフィクションを連載した。1890年11月にはニューヨークの住居を引き払って、ホワイトプレインズの農家を借りて母と住むようになった。ブライの書いたフィクションはあまり話題にならず、旅行から1年でかつての人気は影を潜めた。
1893年9月、ワールド紙はブライの職場復帰を依頼し、ブライはそれに応じた。復帰後は、無政府主義者エマ・ゴールドマンの記事を書いた。当時ゴールドマンは暴動扇動のかどで投獄されていたが、ブライの記事はゴールドマンに対して好意的な記述がなされている。この他、プルマンで起こったストライキによる騒動などを取材した。

### 後半生

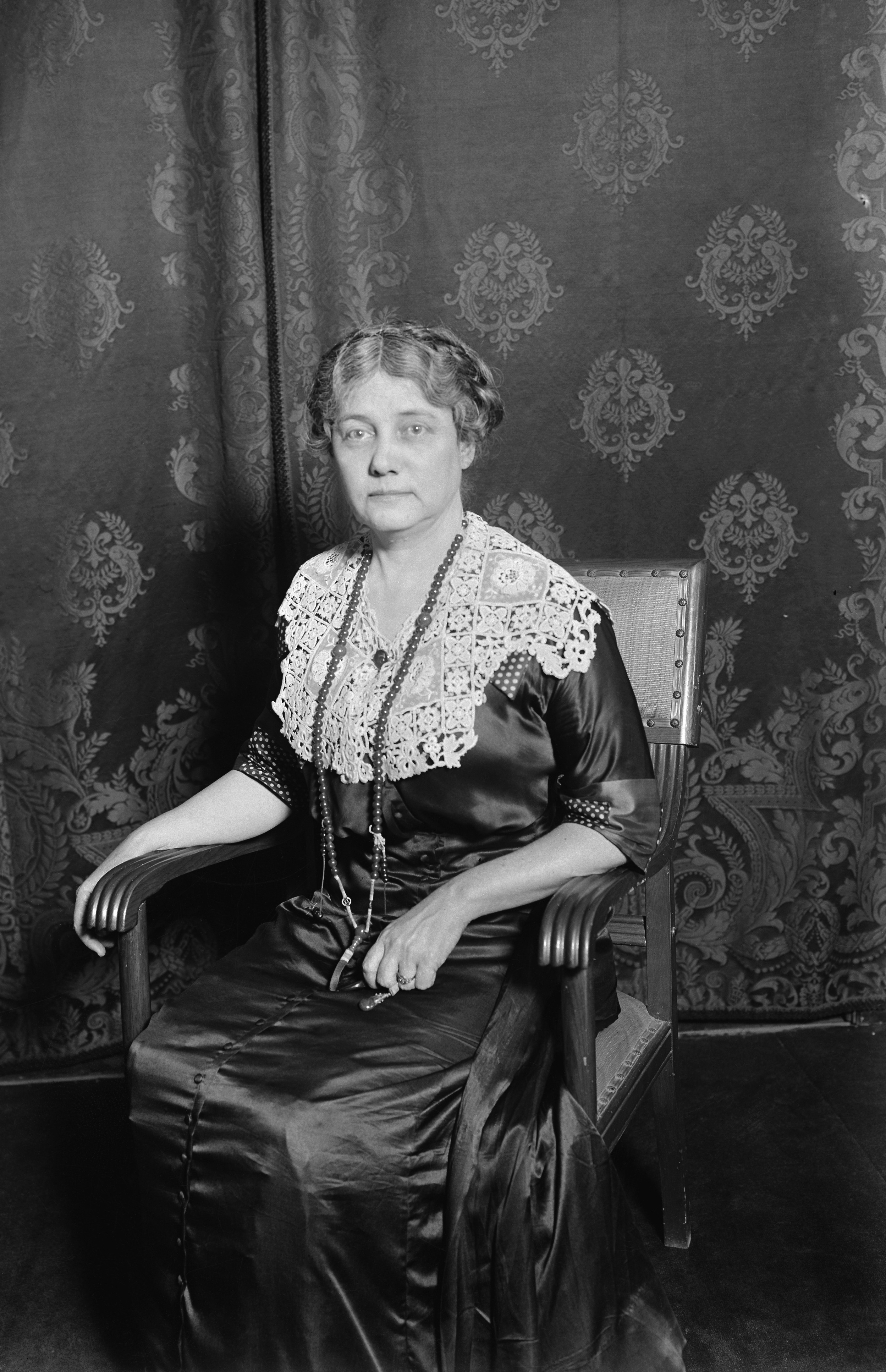
50代の頃のネリー・ブライ

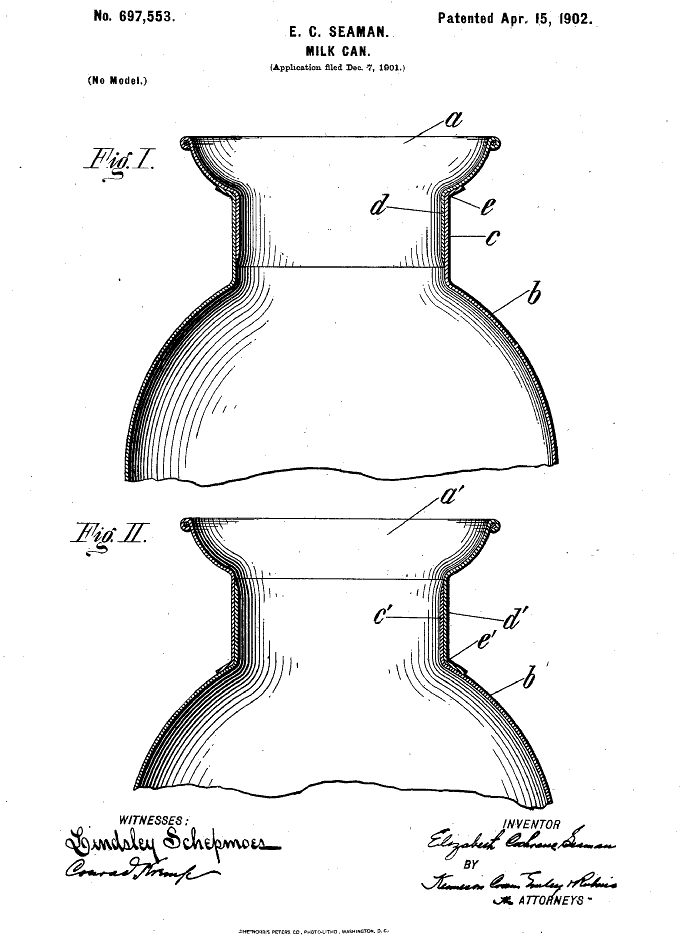
ネリー・ブライによる特許（US697,553）

ブライは1895年に富豪のロバート・シーマンと結婚し、ジャーナリズムから一時引退した。シーマンは70歳で、ブライより40歳年上だった。結婚にあたっては、金目当てによるものだとの批判を受けた。2人は使用人付きの豪邸に住み、ブライは夫の鉄工会社の経営にもかかわるようになっていったが、1904年、シーマンは80歳で死去した。
夫の死後、ブライは会社の管理を引き継いだ。また、25件の特許も取得した。しかし経理については関心がなく人任せにしていたため、従業員によって会社の金が使いこまれ、会社は破産した。ブライは債務不履行により債権者から訴えられた。ブライは裁判官からの帳簿開示命令を拒否し、さらには5年間にわたり国外に逃亡したが、帰国後は裁判を受けた。この間、1913年の女性投票権協定（en）や第一次世界大戦のヨーロッパ東部戦線のレポートに取り組んだ。裁判所はブライに対する告訴を取り下げたが、この時点でブライは一文無しになっていた。
ブライは再び新聞記者として働こうとしたが、時代の流れによって、ブライが得意としていた潜入記事は時代遅れになっていた。そのため、かつてのような潜入記事を書くことはできなかったが、ワールド紙時代の友人に誘われて、「イブニング・ジャーナル」に定期的にコラムを書くようになった。コラムでは主に社会的弱者を取り上げ、寄付金などを募った。自ら慈善活動に取り組んだりもした。
1920年には、かつて取材した少年犯罪者の死刑執行に立ち会って記事にした。女性記者が死刑執行に立ち会うのは初めてのことだった。

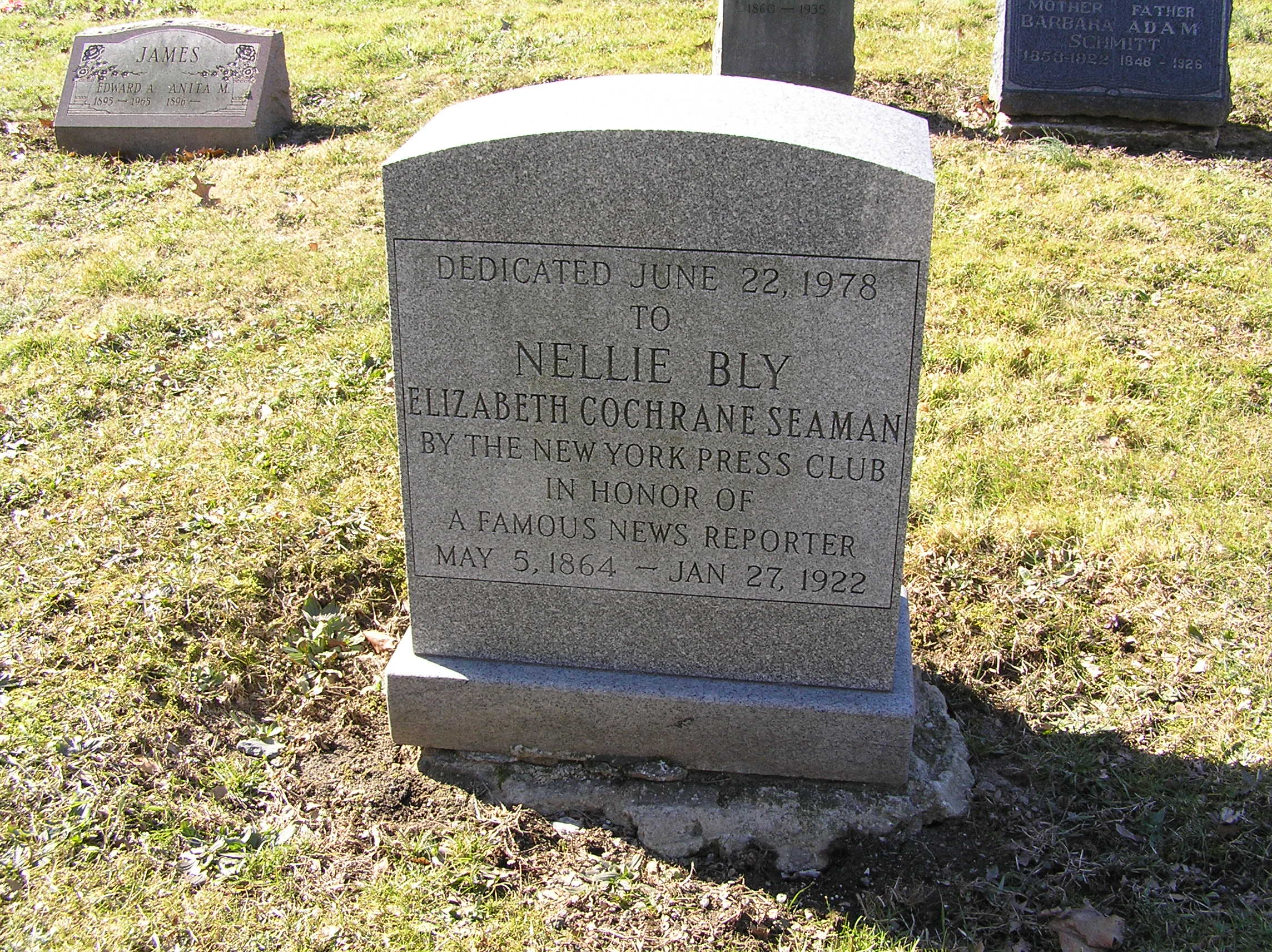
ウッドローン墓地にあるネリー・ブライの墓

1922年1月、肺炎にかかり病院に運ばれ、同年1月27日、57歳で死去した。遺体は、ライバルとなったビスランドと同じウッドローン墓地に埋葬されている。

## 人物
おしゃれが好きで、身なりには気を使っていた。ドレスは女性の武器になるものだから、最大限に利用しなければならないと主張している。世界一周旅行中は格子柄のコートとギリーキャップを着用し、手提げかばんを持ったその姿は有名になった。晩年は昔ながらのロングスカートと手袋を着用し、帽子はヴェールのついた大きいものをかぶっていた。
イギリスに対する敵愾心を持っており、晩年においても、イギリス人を部屋に通すことをしなかった。
旅行中にアメリカでブライが話題になりワールド紙に問い合わせが届いたときに、ワールド紙の記者はブライについて、「たいへん意志の強い女性ですが、静かで慎ましく、立ち居振る舞いも上品です。いいですかみなさん、ネリー・ブライはガムなんて噛んだりしませんよ」と答えた記事を掲載した。しかし実際はガムを好み、旅行中も買い求めていた。

## 評価
ブライ自身がワールド紙への就職で苦労したように、当時のアメリカでは女性記者として活躍することは非常に難しく、1880年の国勢調査では女性記者の割合は2パーセントほどだった。その数少ない女性記者も、多くは女性向けの紙面のみを担当しており、ニュース記事を書く女性はさらに限られた。女性記者は新聞社には行かずに家で記事を書いて会社に郵送していて、もらえる給料も低かった。
そのような男性が中心だったジャーナリズムの世界において、ブライは男性に負けないという意志のもとで仕事に取り組んだ。ブライは、ただ男性と同じことをしたのではなく、今まで男性が書いてこなかった分野を手掛けて名を挙げることができた。当時は女性ジャーナリストが活躍できる場が限られており、男性が活躍する分野では記事を書かせてもらうことができなかったからである。その中でブライがワールド紙で確立した潜入捜査による記事は、ブライの登場以後は女性が書くことが許される数少ない分野となり、他紙でも女性記者による類似の記事が書かれるようになった。こうした記事を書く女性記者は「スタント・ガール」と呼ばれた。スタントガールによる記事は一般の記事と同じ紙面に掲載されたため、女性もジャーナリストとしての資質があることを証明することになった。ブライがイブニング・ジャーナル紙で記者として復帰したころには、女性記者は珍しい存在ではなくなっており、逆にそのことによってブライ自身の個性が薄れることにもつながった。
ブライは取材活動を通して女性や労働者などの弱者を救うという目標があった。ただしマシュー・グッドマンは、世界一周旅行の後半になると、旅行の日程に気をとられて、ブライの持ち味であった好奇心や、労働者の労働環境への関心などが薄れていることを指摘している。
世界一周旅行については、当時の女性は1人で遠くに旅すること自体が珍しかった時代において、画期的なものであった。また、ブライは荷物を1個の鞄におさめたが、これは、女性の旅行は荷物が多いという当時の偏見を正すためだった。ブライとビスランドの旅行は、女性が1人でも安全に旅行できることを証明することになった。
ブライの追悼記事において、イブニング・ジャーナルはブライについて、「アメリカで最も優秀な報道記者」と評している。

## 影響
1998年、ブライはNational Women's Hall of Fame（en:National Women's Hall of Fame）に選ばれた。
ニューヨークのブルックリン区に、彼女にちなんで命名された、『八十日間世界一周』をテーマにした小さな遊園地があったが、2007年に「アドベンチャーズ・ファミリー・エンターテインメント・センター」と改名された。
2015年、ブラックウェル島での潜入捜査を題材にした映画（en:10 Days in a Madhouse）が公開された
。
ブライは現在のドラム缶の原型となる容器を発明している。これは、ブライが世界一周旅行で欧州を訪れたときに見たグリセリン入れの容器から思いついたものである。